# Tandsbyn
Tandsbyn – miejscowość (tätort) w Szwecji, w regionie administracyjnym (län) Jämtland, w gminie Östersund.
Według danych Szwedzkiego Urzędu Statystycznego liczba ludności wyniosła: 453 (31 grudnia 2015), 446 (31 grudnia 2018) i 457 (31 grudnia 2019).